# Eremurus fuscus
Eremurus fuscus är en grästrädsväxtart som först beskrevs av Olga Alexandrovna Fedtschenko, och fick sitt nu gällande namn av Aleksei Ivanovich Vvedensky. Eremurus fuscus ingår i släktet Eremurus och familjen grästrädsväxter. Inga underarter finns listade i Catalogue of Life.